# Gloster Gannet
Il Gloster Gannet fu un aereo da turismo sportivo leggero, monoposto, monomotore e biplano, sviluppato dall'azienda aeronautica britannica Gloucestershire Aircraft Company Ltd. nei primi anni venti.
Realizzato per competere all'edizione 1923 del Lympne light aircraft trials, manifestazione aerea a premi riservata ad aeromobili leggeri, non ebbe occasione di parteciparvi per problemi alla messa a punto del suo motore Carden 2 cilindri in linea.

### Pubblicazioni
- (EN) THE GLOUCESTERSHIRE " GANNET " LIGHT 'PLANE, in Flight, 4 ottobre 1923,  pp. 609-611. URL consultato il 27 dicembre 2015.
- (EN) The Light 'Plane Meeting at Lympne, in Flight, 18 ottobre 1923,  pp. 635-648. URL consultato il 27 dicembre 2015.